# Przybymierz
Przybymierz (niem. Reichenbach) – wieś w Polsce położona w województwie lubuskim, w powiecie zielonogórskim, w gminie Nowogród Bobrzański.

## Historia
Wieś o genezie średniowiecznej założona na ziemi należącej do klasztoru augustianów w Nowogrodzie Bobrzańskim między 1217 a 1238 rokiem. Odnotowana po raz pierwszy w źródłach w 1261 roku pod nazwą Dorf Rychinbach jako własność tego zakonu, zaś kościół w 1415 roku. W 1539 roku po wprowadzeniu we wsi reformacji kościół przejęli protestanci, a dopiero w 1668 roku nastąpił jego powrót do katolików i wówczas opiekę nad świątynią zaczął sprawować ksiądz z Brzeźnicy. Do 1810 roku Przybymierz pozostał własnością zakonną tj. do czasu sekularyzacji przez państwo pruskie majątków klasztornych.
W latach 1975–1998 miejscowość administracyjnie należała do województwa zielonogórskiego.

## Zabytki
Do wojewódzkiego rejestru zabytków wpisane są:
- kościół filialny pw. Wniebowzięcia Najświętszej Maryi Panny, zbudowany prawdopodobnie w XV wieku[3]. Do świątyni w XVII–XVIII stuleciu dostawiono od północy zakrystię i kruchtę oraz przemurowano otwory wejściowe i okienne. Murowana z kamienia i rudy darniowej salowa budowla od wschodu charakteryzuje się trójbocznie zamkniętą częścią prezbiterialną, a kwadratową wieżą od zachodu. Dachem wielospadowym nakryty jest korpus, a hełmem iglicowym wieża. Zachował się wewnątrz szesnastowieczny, skrzyniowy strop renesansowy, zdobiony dekoracją roślinną z przełomu XVI i XVII wieku oraz empora organowa z drugiej połowy XVII stulecia, która jest wsparta na dziewięciu drewnianych słupach[3]. Ostrołukowy otwór wejściowy prowadzi do zakrystii. Na dekoracyjnych zawiasach umieszczonych na całej szerokości skrzydła osadzone są drzwi drewniane. Sklepienie kolebkowe nakrywa zakrystię, a kruchtę kolebkowo-krzyżowe. Zachowało się w świątyni interesujące wyposażenie historyczne – późnogotyckie, drewniane rzeźby Madonny z Dzieciątkiem i św. Anny Samotrzeć z około 1500 roku, późnobarokowa ambona i chrzcielnica pochodząca z XVIII wieku, a także barokowy obraz Ukrzyżowanie, umieszczony za współczesnym ołtarzem głównym. Zdemontowany przed laty ołtarz główny złożono w pomieszczeniu wieży, do którego prowadzą metalowe drzwi obite kratownicą[3].
- dwór, z XVIII wieku/XIX wieku. Obiekt został wzniesiony około 1800 roku w stylu klasycystycznym na planie prostokąta i nakryty dachem naczółkowym z powieką. Podczas remontu obiektu na początku wieku XX usunięto z elewacji pilastry oraz gzyms międzykondygnacyjny i opaski okienne, a wnętrze gruntownie przebudowano. Zachowało się ceglane pomieszczenie piwniczne, przykryte sklepieniem kolebkowym. Prawdopodobnie jeszcze dziś w pomieszczeniu dawnej kuchni stoi urządzenie piecowe z wylotem kominowym, podobnie jak secesyjny piec z około 1900 roku, postawiony w jednym z pomieszczeń przyziemia[3].

## Demografia
Liczba mieszkańców miejscowości w poszczególnych latach:
| Rok  | Ilość mieszkańców |
| ---- | ----------------- |
| 1998 | 317               |
| 2002 | 343               |
| 2009 | 329               |
| 2011 | 323               |
| 2021 | 331               |